# Krzysztof Klicki
Krzysztof Klicki (* 1962) ist ein polnischer Unternehmer. Er ist Gründer und Mehrheitseigentümer der Pressevertriebsgesellschaft Kolporter S.A., die mit einem Umsatz von rund 1 Milliarde Euro zu den 100 größten Unternehmen Polens zählt. Klicki wird zu den reichsten Polen gezählt. Sein Vermögen wurde in der jährlich aktualisierten Reichen-Liste der polnischen Ausgabe der Zeitschrift Forbes im Jahr 2013 auf rund 150 Millionen Euro geschätzt, womit er den 32. Platz dieser Liste belegte.

## Leben
Klicki besuchte das V. allgemeinbildende Gymnasium (V LO im. ks. Piotra Ściegiennego) in Kielce. Er begann sein Studium an der Politechnika Świętokrzyska, wechselte 1990 an die Physik-Fakultät der Pädagogischen Hochschule (Instytut Fizyki Wyższej Szkoły Pedagogicznej, heute: Uniwersytet Jana Kochanowskiego w Kielcach), ebenfalls in Kielce. Klicki ist seit seinem Schulabschluss verheiratet und hat drei Töchter. Parallel zum Studium begann er 1989 mit der Auslieferung der Zeitung Gazeta Wyborcza. Im Jahr 1990 gründete er die Firma Kolporter, die diese Tätigkeit als Presse-Grosso betrieb.
Klicki ist Fußballfan. Unter ihm wurde Kolporter im Jahr 2002 der Hauptsponsor des Fußballvereins Korona Kielce. Als es im Verein 2008 zu Festnahmen wegen Korruptionsverdachtes und Spielemanipulationen kam, beendete Klicki das Kolporter-Engagement bei dem Verein. Neben Fußball interessiert der Unternehmer sich für Tennis, alpinen Skisport, Segeln, Sportbridge und die Bergwanderei.
Im Jahr 2000 wurde Klicki der Ehrenpreis der Stadt Kielce (Nagroda Miasta Kielce) für seine Verdienste um Kielce verliehen.